# Aleen Bailey
Aleen May Bailey (Saint Mary, 25 novembre 1980) è una velocista giamaicana.
È stata campionessa olimpica ai Giochi di Atene 2004 e campionessa mondiale a Berlino 2009 nella staffetta 4×100 metri.

## Biografia
Aleen Bailey, sorella del cantante reggae Capleton, si è laureata alla University of South Carolina, per la quale ha gareggiato nelle categorie juniores e seniores. Ai campionati universitari del 2003 vince i 100 e i 200 metri piani, sconfiggendo abbastanza nettamente in entrambe le occasioni la favorita Muna Lee.
Bailey gareggia ai Giochi olimpici del 2004, classificandosi al quinto posto nei 100 m e al quarto nei 200 m. Insieme alla campionessa dei 200 m Veronica Campbell, a Tanya Lawrence e Sherone Simpson forma la staffetta 4×100 m vincitrice dell'oro olimpico.
Ai Mondiali 2005 ad Helsinki vince l'argento nella 4×100 m; la formazione è identica a quella delle Olimpiadi dell'anno precedente con la sola eccezione di Daniele Browning in sostituzione di Tanya Lawrence.
Ai Giochi panamericani del 2007 conclude i 200 m al quinto posto e conquista un altro oro nella staffetta 4×100 m. Nel 2008, ai Giochi olimpici di Pechino, prende parte alla semifinale della staffetta 4×100 m insieme alle connazionali Shelly-Ann Fraser, Sheri-Ann Brooks e Veronica Campbell. Le ragazze si classificano al 1º posto col tempo di 42"24 davanti a Russia, Germania e Cina; in finale la Bailey e Sheri-Ann Brooks vengono sostituite con Sherone Simpson e Kerron Stewart, ma la staffetta giamaicana non conclude la gara a causa di un errore in zona cambio.
L'atleta si allena a Columbia, Carolina del Sud, insieme a Curtis Frye.

## Palmarès
| Anno | Manifestazione      | Sede           | Evento      | Risultato        | Prestazione | Note                                     |
| ---- | ------------------- | -------------- | ----------- | ---------------- | ----------- | ---------------------------------------- |
| 1996 | Mondiali juniores   | Sydney         | 4×100 m     | Argento          | 44"26       |                                          |
| 1998 | Mondiali juniores   | Annecy         | 4×100 m     | Bronzo           | 44"61       |                                          |
| 1999 | Giochi panamericani | Winnipeg       | 4×100 m     | Oro              | 42"62       |                                          |
| 1999 | Mondiali            | Siviglia       | 4×100 m     | Bronzo           | 42"15       | Miglior prestazione personale stagionale |
| 2001 | Mondiali            | Edmonton       | 200 m piani | Batteria         | 23"70       |                                          |
| 2003 | Mondiali            | Saint-Denis    | 100 m piani | 5ª               | 11"07       | Miglior prestazione personale            |
| 2003 | Mondiali            | Saint-Denis    | 200 m piani | Quarti di finale | dnf         |                                          |
| 2004 | Giochi olimpici     | Atene          | 100 m piani | 5ª               | 11"05       |                                          |
| 2004 | Giochi olimpici     | Atene          | 200 m piani | 4ª               | 22"42       |                                          |
| 2004 | Giochi olimpici     | Atene          | 4×100 m     | Oro              | 41"73       | Record nazionale                         |
| 2005 | Mondiali            | Helsinki       | 100 m piani | Semifinale       | 11"23       |                                          |
| 2005 | Mondiali            | Helsinki       | 4×100 m     | Argento          | 41"99       | Miglior prestazione personale stagionale |
| 2007 | Giochi panamericani | Rio de Janeiro | 200 m piani | 5ª               | 23"09       |                                          |
| 2007 | Giochi panamericani | Rio de Janeiro | 4×100 m     | Oro              | 43"58       |                                          |
| 2007 | Mondiali            | Osaka          | 200 m piani | 6ª               | 22"72       |                                          |
| 2008 | Campionati CAC      | Cali           | 100 m piani | 4ª               | 11"43       |                                          |
| 2008 | Campionati CAC      | Cali           | 200 m piani | 6ª               | 23"34       |                                          |
| 2008 | Giochi olimpici     | Pechino        | 4×100 m     | Finale           | dnf         |                                          |
| 2009 | Mondiali            | Berlino        | 100 m piani | 8ª               | 11"16       |                                          |
| 2009 | Mondiali            | Berlino        | 4×100 m     | Oro              | 42"06       |                                          |
| 2012 | Mondiali indoor     | Istanbul       | 60 m piani  | 7ª               | 7"24        |                                          |
| 2013 | Campionati CAC      | Morelia        | 100 m piani | Bronzo           | 11"34       |                                          |
| 2013 | Campionati CAC      | Morelia        | 200 m piani | Argento          | 23"08       |                                          |
| 2013 | Campionati CAC      | Morelia        | 4×100 m     | Oro              | 43"58       |                                          |

## Altre competizioni internazionali
2004
- Argento alla World Athletics Final ( Monaco), 100 m piani - 11"16
- Bronzo alla World Athletics Final ( Monaco), 200 m piani - 22"84